# Štrcalica
Štrcalica (štrkalj, divlji krastavac, pipunić, vražji krastavac, mlunić; lat. Ecballium), monotipski biljni rod iz porodice tikvovki. Jedina vrsta je E. elaterium, jednogodišnja ljekovita raslinja raširen Europom, zapadnom Azijom i dijelovima sjeverne Afrike
Uvezena je u više zemalja, u Hrvatskoj je autohtona, i poznata pod više naziva, primorska štrcalica, vražji krastavac, divlji krastavac.

## Podvrste
- Ecballium elaterium subsp. elaterium
- Ecballium elaterium subsp. dioicum (Batt.) Costich